# John Yate Robinson
John Yate Robinson (6. august 1885 – 23. august 1916) var en engelsk hockeyspiller som deltog i OL 1908 i London.
Robinson blev olympisk mester i hockey under OL 1908 i London. Han var med på det engelsk hold som vandt hockeyturneringen.
Han døde i Roehampton, af skader han havde pådraget sig under 1. verdenskrig.